# Katharina von Siena

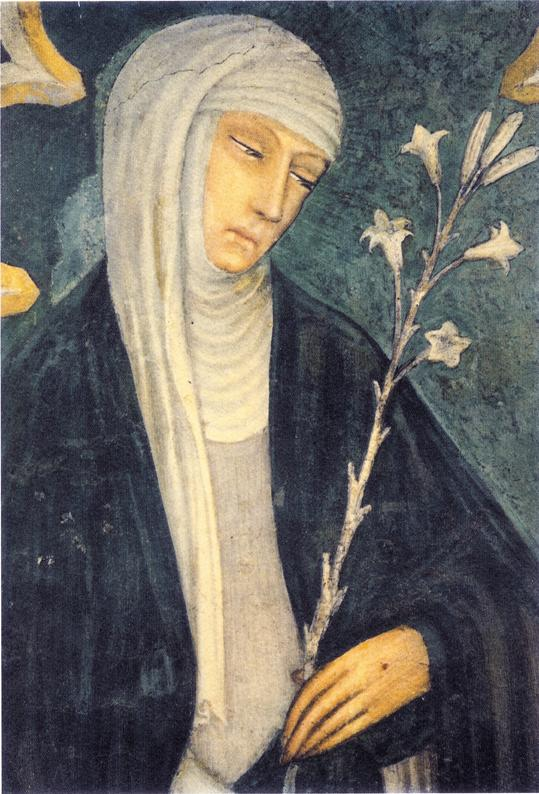
Die hl. Katharina von Siena, vermutlich älteste Darstellung (Fresko von Andrea Vanni, 14. Jhd.)

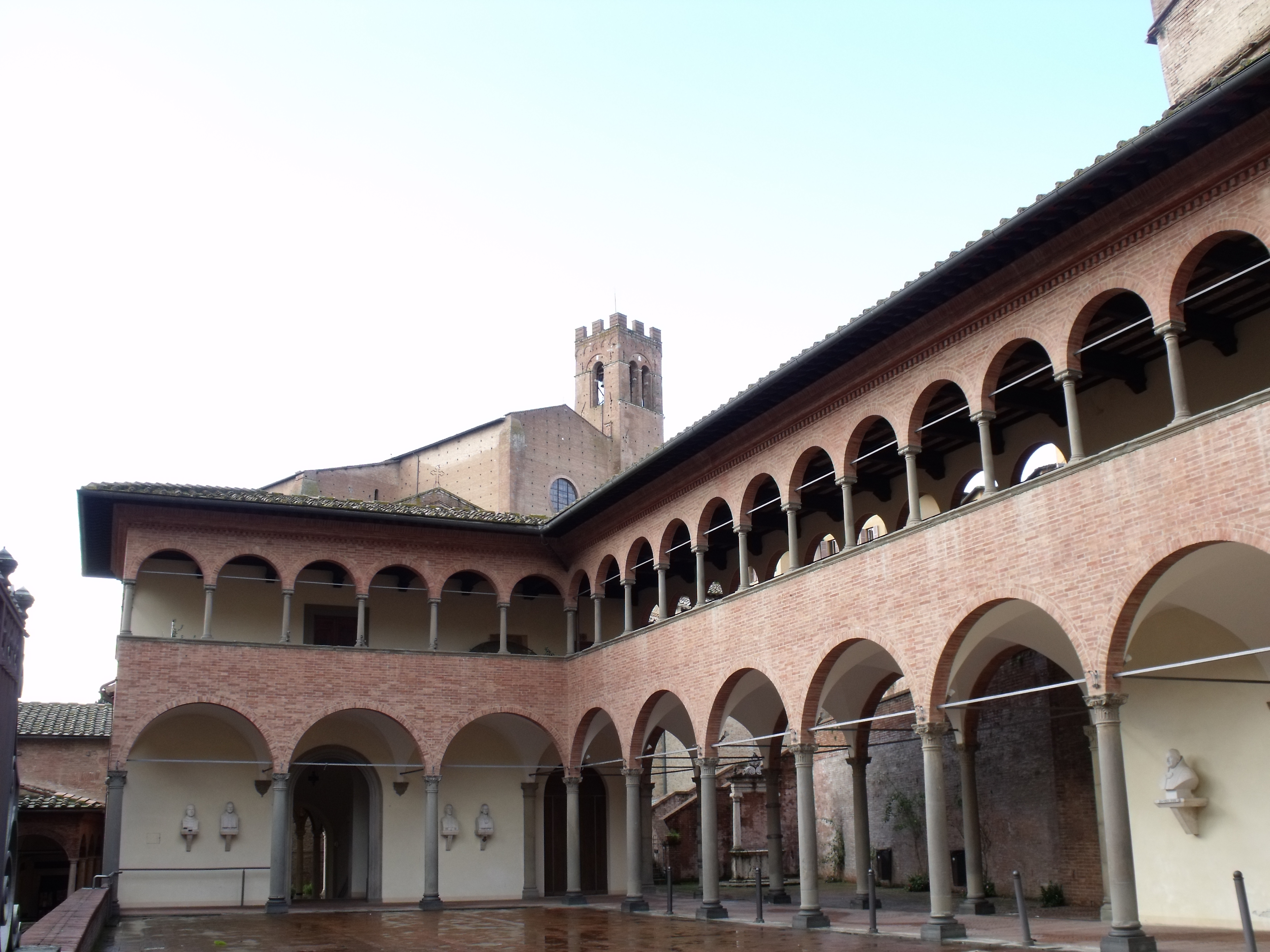
Das Santuario di Santa Caterina in Siena, im Hintergrund die Basilika des hl. Dominikus

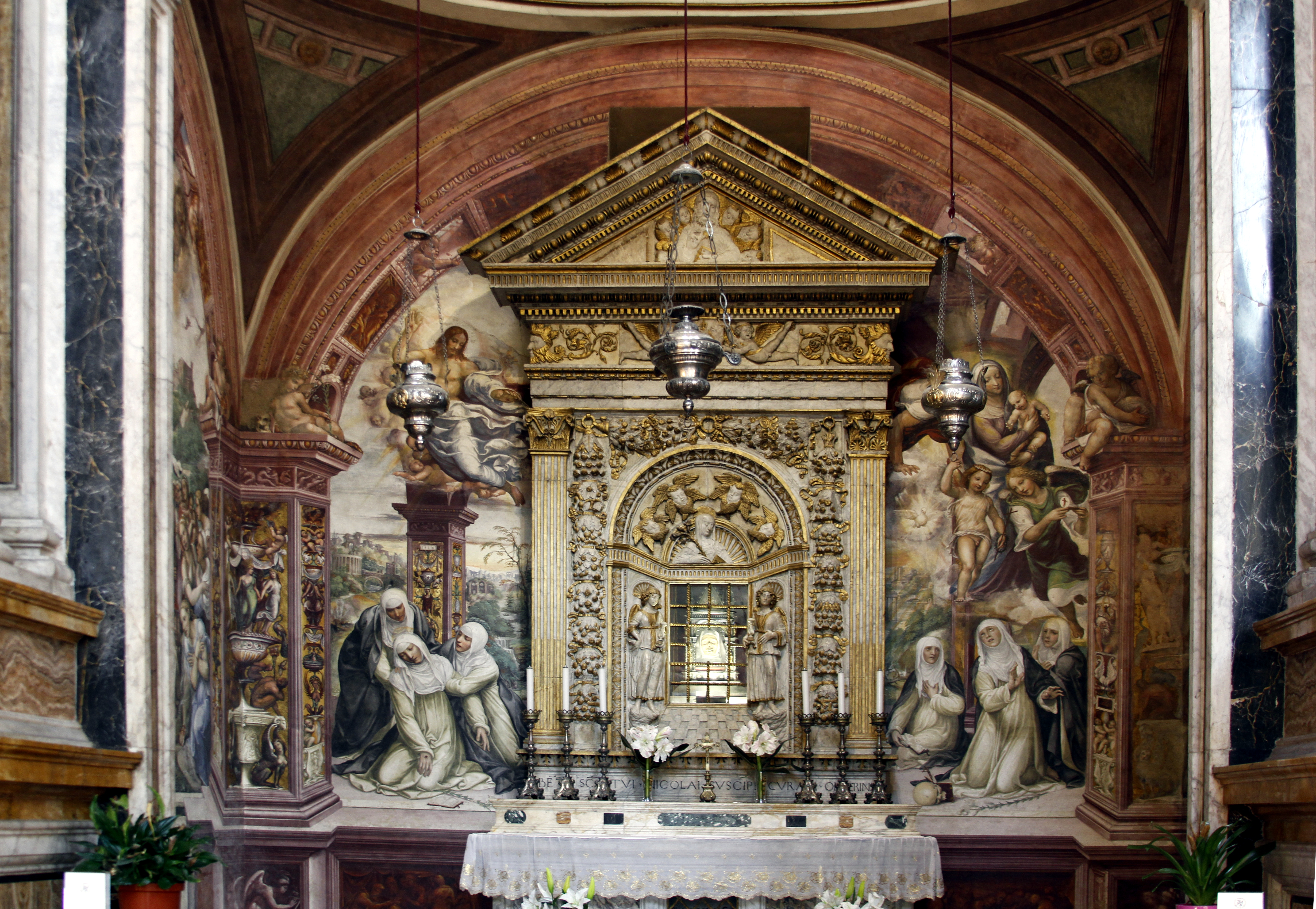
Die Kapelle der heiligen Katharina in der Basilika von San Domenico in Siena beherbergt einen Teil ihrer Reliquien

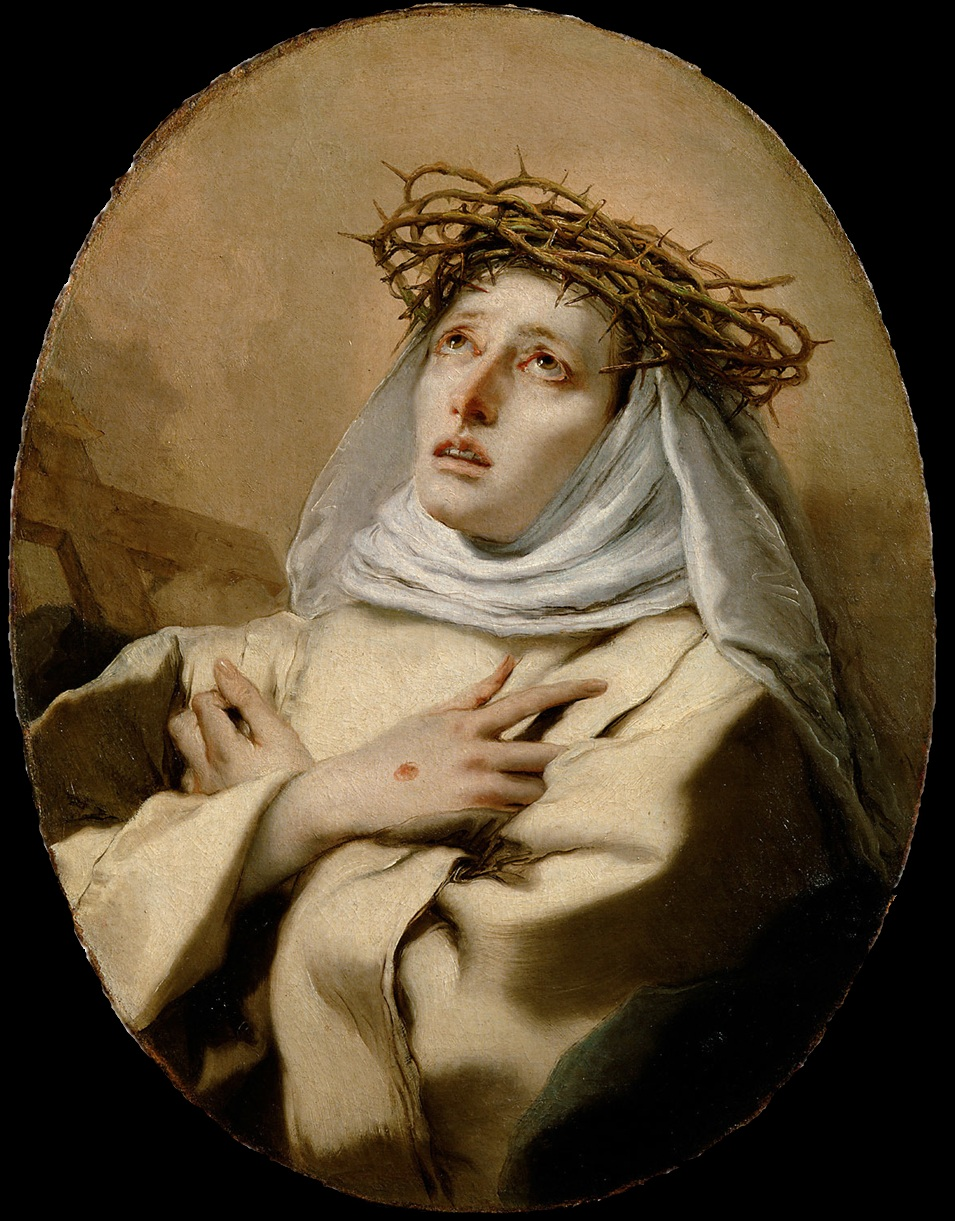
Darstellung der heiligen Katharina von Siena mit Stigmata (Ölgemälde von Giovanni Battista Tiepolo, um 1746)

Katharina von Siena (* 25. März 1347 in Siena; † 29. April 1380 in Rom) war eine italienische Mystikerin, Jungfrau und Kirchenlehrerin.
In Avignon gelang es ihr 1376, Papst Gregor XI. zur Rückkehr nach Rom zu bewegen. Als 1378 unter Urban VI. eine Kirchenspaltung drohte, wirkte sie für eine Friedenslösung. Katharina wurde 1461 heiliggesprochen, 1939 zur Schutzpatronin Italiens erklärt, 1970 zur Kirchenlehrerin erhoben und 1999 zur Schutzpatronin Europas erklärt.

## Leben
Katharina von Siena kam am 25. März 1347 als Caterina Benincasa zur Welt. Ihr Geburtshaus ist heute ein Museum und als Santuario di Santa Caterina bekannt. Sie war das zweitjüngste der 25 Kinder von Jacobo Benincasa und Lapa Di Puccio Di Piagente, die zum Adel gehörten. Da die Familie verarmt war, musste ihr Vater als Wollfärber den Lebensunterhalt verdienen. Die meisten ihrer Geschwister starben früh an der Pest. Katharina wuchs ohne Ausbildung heran; Lesen und Schreiben lernte sie erst viel später.
Bereits als etwa sechsjähriges Kind hatte sie der Überlieferung zufolge ihre erste Vision: Sie sah über dem Dach der Dominikanerkirche „ein wunderschönes, mit königlicher Pracht geschmücktes Brautgemach. Darin sah sie den Erlöser der Welt, den Herrn Jesus Christus, auf einem Herrscherthron, angetan mit bischöflichen Gewändern und der Tiara, der Königs- und Papstkrone, auf dem Haupt“, sowie die Apostel Petrus, Paulus und den Evangelisten Johannes. Nach dieser Vision zog sich Katharina mehr und mehr zurück und suchte die Einsamkeit. Sie geißelte sich, betete, statt zu spielen, und aß immer weniger.
Nach Raimund von Capua soll Katharina bereits mit sieben Jahren der Gottesmutter ewige Jungfräulichkeit gelobt haben. Als sie das heiratsfähige Alter von zwölf Jahren erreicht hatte, soll sie sich daher zunächst geweigert haben, ungebührenden Wert auf ihr Äußeres zu legen. Sie widersetzte sich der Heiratsvermittlung ihrer Eltern und geriet deswegen mit ihnen in Konflikt. In einer Vision soll Katharina den hl. Dominikus im Kreis anderer Heiliger gesehen haben. Dieser habe ihr das Ordensgewand der Schwestern von der Buße des heiligen Dominikus gezeigt und ihr versprochen, diesem Orden angehören zu dürfen. Sie verstand sich künftig als Dominikanerin und wurde von ihrer Familie darin unterstützt. Sie bezog eine Zelle im Elternhaus und widmete sich dem Gebet und harten Bußübungen.
Eine Vision, die mystische Vermählung, soll das Leben Katharinas radikal verändert haben. In dieser Vision sei ihr Christus erschienen, der ihr seine abgetrennte Vorhaut als Ring über den Finger gestreift und zu ihr gesagt habe:

„Siehe, Ich vermähle dich mir, deinem Schöpfer und Erlöser, im Glauben. Du wirst diesen Glauben stets unversehrt bewahren, bis du im Himmel mit mir ewige Hochzeit feiern wirst. Vollbringe, Meine Tochter, von jetzt an voll Zuversicht und ohne jedes Zaudern, was meine begleitende Vorsorge dir auferlegen wird. Durch die Stärke des Glaubens bist du nun gefestigt, und so wirst du alle deine Widersacher glücklich überwinden.“

Katharina ging daraufhin in die Öffentlichkeit. Sie stellte ihr Leben in den Dienst der Mitmenschen. Körperliche Bußübungen traten nun in den Hintergrund. Sie half im Haushalt ihres Elternhauses und unterstützte Arme, Kranke und Gefangene. Sie wurde zur geistlichen Mutter für viele, darunter Mantellatinnen, Bekannte, Freunde, Dominikaner und Mitarbeiter der Sieneser Spitäler.
Der einflussreiche Dominikaner Raimund von Capua wurde ihr als Beichtvater zugeteilt. Er sollte sie ihr Leben lang als Berater und Dolmetscher begleiten, nach ihrem Tod verfasste er Katharinas Biografie, die Legenda maior.
Am 1. April 1375 soll vor einem Kreuz in Pisa ihre Stigmatisation erfolgt sein: Auf wunderbare Weise sollen an ihrem Körper die Wundmale Jesu erschienen sein, die allerdings nur für Katharina selbst zu erkennen waren.

## Kirchenpolitisches Wirken
Katharina äußerte sich außer zu kirchlichen Fragen auch in politischen und gesellschaftlichen Belangen – für eine geistliche Frau in dieser Zeit äußerst ungewöhnlich und Aufsehen erregend. Dies mag auch der Grund gewesen sein, warum Katharina im Jahre 1374 vor das Generalkapitel des Dominikanerordens geladen wurde; eine Dokumentation hierzu ist nicht erhalten.
Sie hielt öffentliche Ansprachen und brachte dabei – wenn sie es gerade aufgrund ihrer Verbundenheit mit der Kirche für nötig hielt – auch scharfe Kritik an den kirchlich und politischen Verantwortlichen an. Bald verbreitete sich ihr Ruf in ganz Europa. Menschen aus allen Ländern fragten sie um Rat – darunter selbst der Papst, den sie ihrerseits nicht schonte, sondern ihn auch prophetisch mahnte. Auflehnung gegen die päpstliche Autorität war ihr jedoch fremd. So formulierte sie:

„Und selbst wenn der Papst ein fleischgewordener Teufel wäre, statt eines gütigen Vaters, so müssten wir ihm dennoch gehorchen, nicht seiner Person wegen, sondern Gottes wegen. Denn Christus will, dass wir seinem Stellvertreter gehorchen.“

Im Jahr 1376 reiste Katharina nach Avignon. Sie überzeugte Papst Gregor XI., nach Rom zurückzukehren. Ein Jahr später begann das große Schisma, wobei Katharina zu Papst Urban VI. stand. Auf seinen Wunsch hin zog sie nach Rom. Von dort aus kämpfte sie für die Einheit der Kirche und für eine Friedenslösung im krisengeschüttelten Italien.
Sie setzte sich wiederholt für einen „heiligen, süßen“ Kreuzzug ein und hatte große Sehnsucht nach einer Rückeroberung Jerusalems; ihr Verständnis des Weltfriedens hing eng mit dem dazu notwendigen militärischen Sieg über den Islam zusammen.

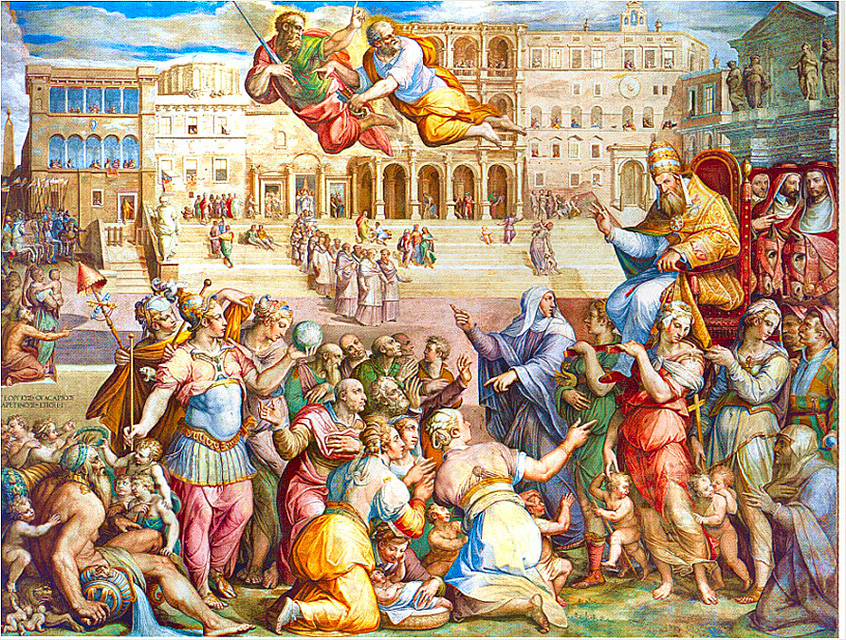
Katharina von Siena begleitet Papst Gregor XI. 1377 zurück nach Rom (Fresko von Giorgio Vasari, um 1571–1574)

## Tod und Verehrung
Katharina starb im Alter von 33 Jahren am 29. April 1380 nahe der Kirche Santa Maria sopra Minerva in Rom; auf dem dortigen Friedhof wurde sie begraben. Nachdem berichtet wurde, dass sich an ihrem Grab Wunder ereignet hätten, ließ ihr Beichtvater, Raimund von Capua, Katharinas Überreste in die Capella Capranica der Basilika bringen. Seit 1855 befinden sich ihre Reliquien in einem Schrein unter dem Hochaltar. Ihr Haupt wurde in einem Kopfreliquiar aus Bronze eingefasst und später ihrer Heimatstadt Siena gesandt. Die Basilika San Domenico in Siena ist außerdem im Besitz einer Daumenreliquie der hl. Katharina. Als ihre Überreste 1430 das erste Mal exhumiert wurden, war ihr Körper unversehrt, bei der letzten Exhumierung 1855 waren sie noch immer erstaunlich gut erhalten.

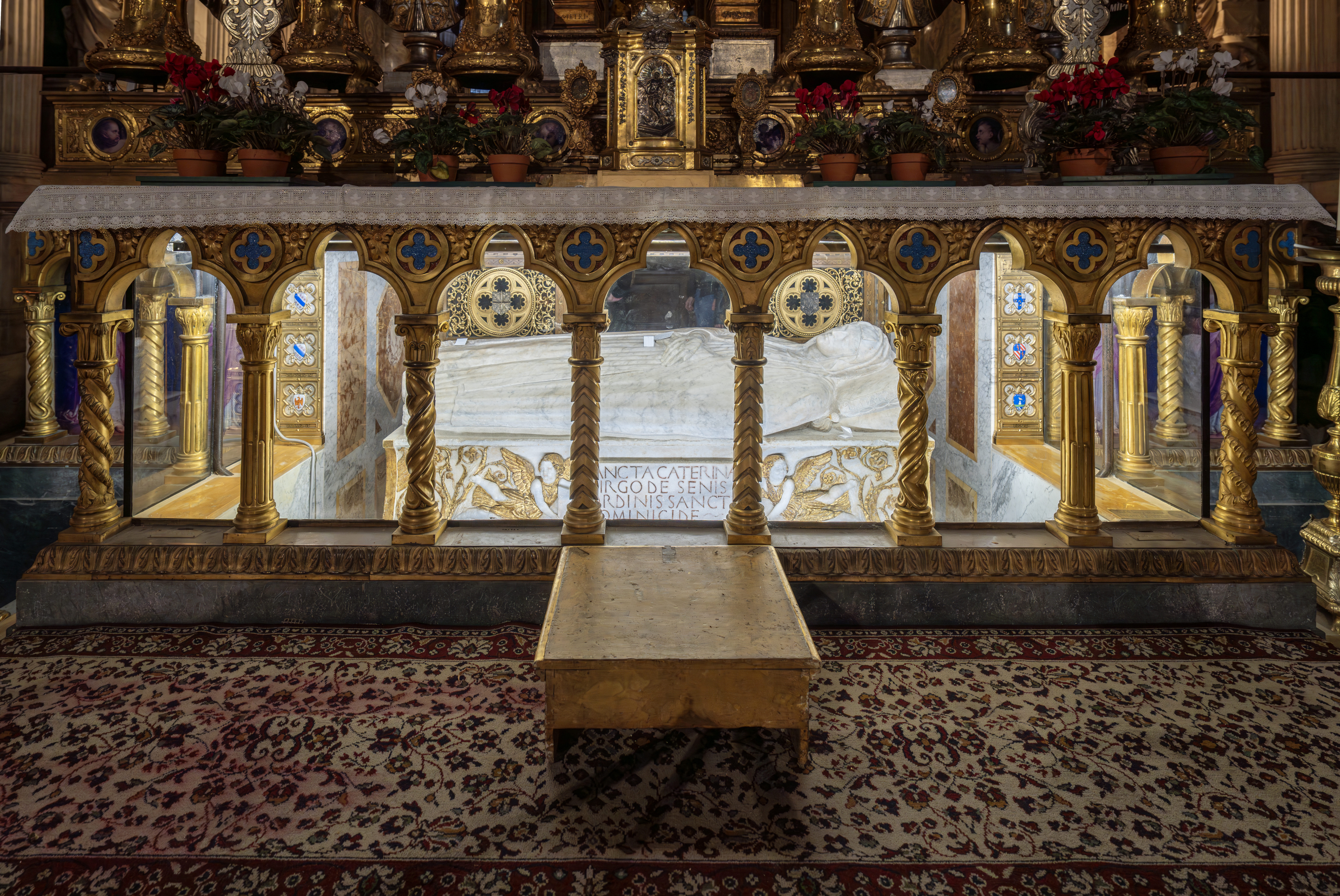
Das Grab der hl. Katharina in der Kirche Santa Maria sopra Minerva in Rom

Im Jahr 1461 wurde Katharina von Siena heiliggesprochen und 1939 zur Schutzpatronin von Italien erklärt. Papst Paul VI. erhob sie 1970 zur „Doctor Ecclesiae universalis“ (Kirchenlehrerin); 1999 wurde sie von Johannes Paul II. zusammen mit hl. Birgitta von Schweden und Edith Stein zur Patronin Europas erhoben.
Katharina wird in der katholischen Kirche als Schutzpatronin Europas, Italiens und der Stadt Rom verehrt. Sie wird zur Abwehr von Feuer, Pest und Kopfschmerzen angerufen und gilt außerdem als Patronin der Krankenschwestern, der Sterbenden, der Pfarramtssekretärinnen und der Wäscherinnen. Meist wird sie mit den Attributen Lilie, Buch, Kruzifix, Dornenkrone, Herz, Stigmata, Ring, Taube, Rose, Totenschädel oder einem Schiffsmodell mit dem päpstlichen Wappen dargestellt.

### Gedenktage
- Römisch-Katholisch (gebotener Gedenktag im Allgemeinen Römischen Kalender): 29. April. Mit der Erhebung zu einer der Patroninnen Europas 1999 wurde der Gedenktag Katharina von Sienas in Europa zum Fest. (vor der Erneuerung des liturgischen Kalenders: Fest III. Klasse am 30. April)

- Anglikanisch: 29. April[11]
- Evangelisch (Gedenktag im Evangelischen Namenkalender der Evangelischen Kirche in Deutschland und im Kalender der Evangelisch-Lutherischen Kirche in Amerika): 29. April[12]

## Werke

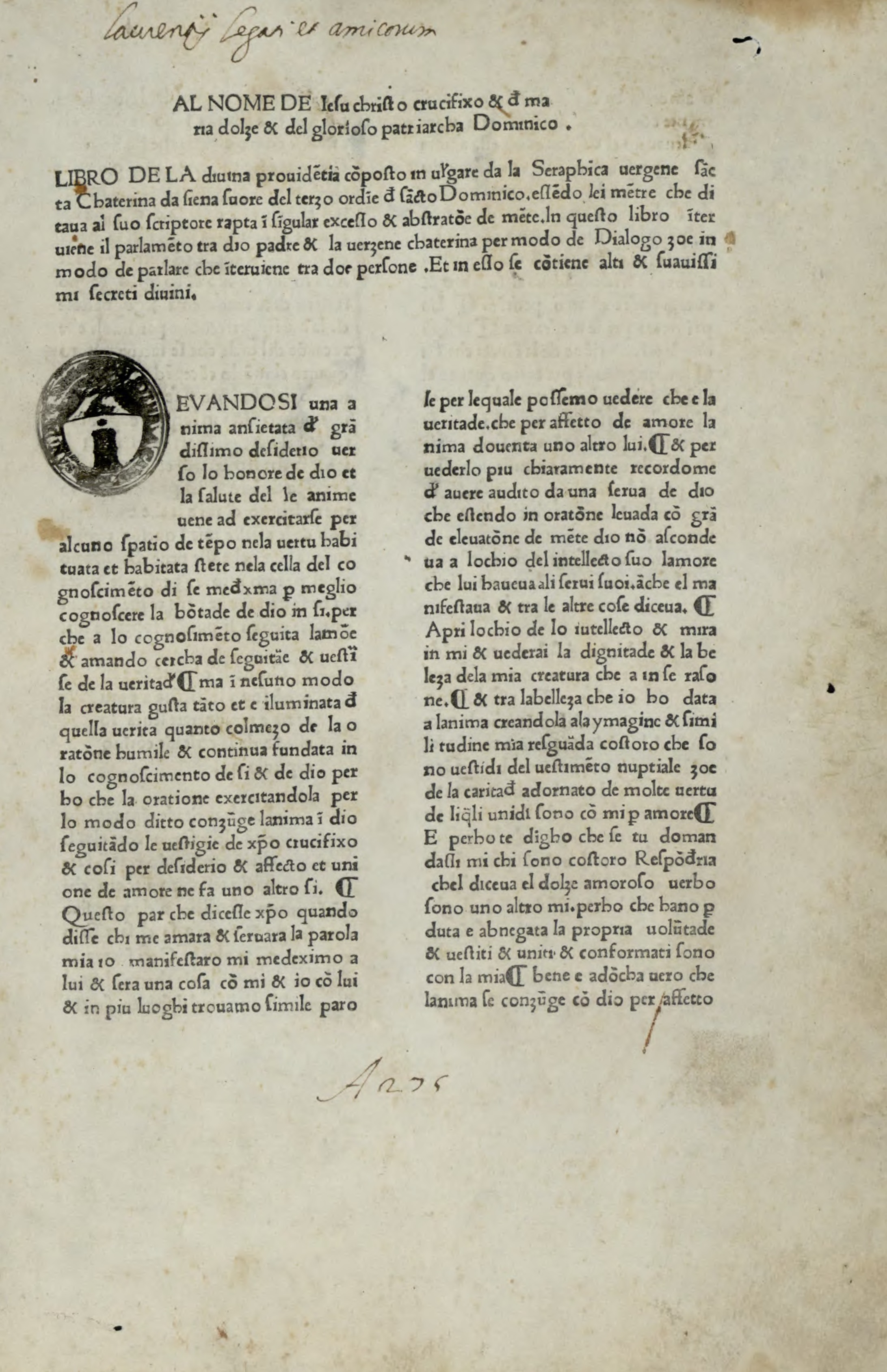
Libro della divina dottrina, c. 1475

Von ihren Briefen, die sie diktierte, da sie des Schreibens kaum mächtig war, sind über 380 erhalten geblieben. Diese stellen nicht nur ein bedeutendes Zeugnis ihrer Zeit dar, sondern haben wegen ihrer theologischen Dichte auch ihren Ruf als Kirchenlehrerin begründet. In deutscher Sprache sind sie inzwischen komplett verfügbar, z. B.:
- Ferdinand Strobel (Hrsg.): Katharina von Siena. Politische Briefe. Menschen der Kirche in Zeugnis und Urkunde, 5; Einsiedeln 1944.
  - Die Politischen Briefe erschienen 25 Jahre später gekürzt und leicht verändert als Taschenbuch unter dem Titel Engagiert aus Glauben. Klassiker der Meditation. Benziger, Zürich und Köln 1979.
  - In ähnlicher Weise erschien das Buch nochmals unter dem Titel Ich will mich einmischen in die Welt. Engagierte Briefe des Glaubens von Katharina von Siena, hrsg. von Manfred Baumotte. Benziger, Zürich und Köln 1997, ISBN 3-545-20302-6.
- Briefe für eine Erneuerung der Kirche. Herausgegeben, eingeleitet und übersetzt von Louise Gnädinger. Lahn-Verlag, Kevelaer 2011, ISBN 978-3-8367-0740-4.
- Im Rahmen der jetzt abgeschlossenen deutschen Gesamtausgabe (Sämtliche Briefe, hg. von Werner Schmid) erschienen:
  - Caterina von Siena, An die Männer der Kirche I. Kleinhain 2005, ISBN 3-901853-07-3.
  - Caterina von Siena, An die Männer der Kirche II. Kleinhain 2005, ISBN 3-901853-08-1.
  - Caterina von Siena, An die Ordensfrauen. Kleinhain 2007, ISBN 978-3-901853-15-9.
  - Caterina von Siena, An die Männer der Politik. Kleinhain 2009, ISBN 978-3-901853-16-6.
  - Caterina von Siena, An die Frauen in der Welt. Kleinhain 2013, ISBN 978-3-901853-26-5.
  - Caterina von Siena, An verschiedene Adressaten. Kleinhain 2014, ISBN 978-3-901853-29-6.
  - Caterina von Siena, Der Dialog. Ein Gespräch mit Gott über seine Vorsehung. Kleinhain 2017, ISBN 978-3-901853-35-7.
  - Caterina von Siena, Die Gebete. Kleinhain 2019, ISBN 978-3-901853-40-1.
- Caterina von Siena und ihre Theologie. Eine Blütenlese, hg. von Werner Schmid, Kleinhain 2020, ISBN 978-3-901853-42-5

## Film
- Caterina da Siena, 1947, Regie: Oreste Palella
- Io, Caterina, 1957, Regie: Oreste Palella
- Rainer Wälde: Europas Leuchtfeuer. Dokumentation, 60 Min. Deutschland, Spanien, Italien, 2012, ISBN 978-3-927825-19-2.[13]